# Noël Arnaud
Pour les articles homonymes, voir Arnaud.
Noël Arnaud (nom de plume de Raymond Valentin Muller), né le 15 décembre 1919 à Paris et mort le 1er avril 2003 à Montauban, est un écrivain et un éditeur français, collectionneur de presque toutes les avant-gardes artistiques du XXe siècle.

## Biographie
Noël Arnaud entra au Ministère de la Santé pendant l'Occupation. Il y accomplira toute sa carrière, qu'il terminera comme chargé de la direction des hôpitaux de France.
Membre du groupe post-dadaïste Les Réverbères de 1937 à 1940, il fut ensuite membre du groupe surréaliste parisien La Main à plume sous l'Occupation nazie (il en assura le secrétariat dès l'automne 1941), puis « surréaliste révolutionnaire ». Il cofonda la seconde internationale situationniste et la revue The Situationist Times, avec Jacqueline de Jong.
Noël Arnaud fut membre du Collège de ’Pataphysique à partir de 1952. Il fut nommé Covice-rogateur, Régent de ’Pataphysique Générale et de Clinique de Rhétoriconose puis Satrape et Conférent Majeur de l'Ordre de la Grande Gidouille. Il fut élu président de l'Oulipo le 30 mars 1984 après la mort de son cofondateur François le Lionnais. Il présida également l'Ou-X-Po et fonda l'Ouvroir de Cuisine Potentielle (OuCuiPo). Il cofonda par ailleurs la Société des Amis d'Alfred Jarry, dont il fut le Président d'Honneur, ainsi que l'Association des Amis de Valentin Bru.
Noël Arnaud dirigea la publication des revues La Main à Plume (1941-1945), Le Surréalisme Révolutionnaire (1948), Le Messager Boiteux (1950), Le Petit Jésus (1951-1963), The Situationist Times (les deux premiers numéros parus en 1962), le Bulletin des Amis d’Alfred Jarry (1982-1993) et Dragée Haute (1983-2002).
Noël Arnaud était un grand collectionneur et bibliophile ; son fonds a fait l'objet d'un dépôt à la bibliothèque de l'Arsenal, à Paris.

## Publications

### Livres
- Semis sur le ciel, Paris, Ed. des Réverbères, 1940, 62 p.
- L'Illusion réelle ou les apparences de la réalité, ill. Aline Gaglaire, Paris, La main à la plume, 1942.
- L'État d'ébauche, ill. Max Bucaille, Paris, Le messager boiteux, 1951, 14 p.
- Noël Arnaud et François Caradec (dir.), Encyclopédie des Farces et Attrapes et des Mystifications, Paris, Jean-Jacques Pauvert, 1964, 575 p.
- Poèmes algol, ill. Jacques Carelman, préface de François le Lionnais, Vervier, Temps mêlés, 1968, 96 p.
- Noël Arnaud et Asger Jorn, La Langue verte et la cuite, étude gastrophonique sur la marmythologie musiculinaire, Paris, Jean-Jacques Pauvert, coll. « Bibliothèque d’Alexandrie », vol. III, 1968, 348 p[13].
- Alfred Jarry, d'Ubu Roi au Docteur Faustroll, Paris, La table ronde, coll. « Les vies perpendiculaires », 1974, 458 p.
- Noël Arnaud et Ursula Vuan Kübler (dir.), Images de Boris Vian, Paris, P. Horay, 1978, 224 p.
- Les vies parallèles de Boris Vian, Paris, Christian Bourgois, 1981, 512 p. Réédition du texte initialement paru dans la revue Bizarre.
- Le Nœud, ill. Gilles Brenta, Paris, Éditions du Limon, 1985, 108 p.
- La Vie de Jean Queval par un témoin, l'agence Quenaud, Bassac, Plein Chant, coll. « La tête reposée », 1986, 328 p.
- L'œcuménisme de Raymond Queneau, Limoges, Centre international de documentation, de recherche et d'édition Raymond Queneau, coll. « Petite Bibliothèque Quenienne », n°7, 1995.
- Vers une sexualisation de l'alphabet, ill. Jean Dubuffet, Paris, Limon éd, 1996, 45 p.
- D'une théorie culinaire, suivie des Adevinailles, Bassac, Plein Chant, coll. « Bibliothèque Oucuipienne », n°2, 1996, 32 p.

### Articles

#### Viridis Candela
Parus dans les revues du Collège de ’Pataphysique :
- « Mémoire pour l'internement d'un parapluie » dans Cahier du Collège de ’Pataphysique, n°19, 3 clinamen 82 E.P., p. 45-48 ;
- « Lettre à Mme Françoise Giroud », dans Cahier du Collège de ’Pataphysique, n°20, 15 gidouille 82 E.P. ;
- « Apostille en vue d'un commentaire ésotérique de l'Histoire des Oiseaux » dans Cahier du Collège de ’Pataphysique, n°22-23, 22 palotin 83 E.P. ;
- « Super flumina Babylonis » dans Cahier du Collège de ’Pataphysique, n°22-23, 22 palotin 83 E.P. ;
- « Épiclèse de Bosse de Nage » dans Cahier du Collège de ’Pataphysique, n°22-23, 22 palotin 83 E.P. ;
- « Études Techniques », dans Cahier du Collège de ’Pataphysique, n°25, 3 décervelage 84 E.P. ;
- « Chronologie Pathologique des expositions de Jean Dubuffet », dans Les dossiers Acénonètes, n°10-11, 8 clinamen 87 E.P., p. 97-134 ;
- « Des Goûts d'un Satrape en Couleurs » dans Les dossiers acénonètes, n°20, 22 gidouille 89 E.P.,  p. 47-58 ;
- « Enrico Baj, et l'art nucléaire » dans Les dossiers acénonètes, n°20, 22 gidouille 89 E.P., p. 77-80 ;
- avec François Caradec : « Compères polaires » dans Le Correspondancier, n°6, 15 sable 136 E.P.

Le n°20 de la série Le Publicateur a pour thème « Noël Arnaud au Collège ».

#### Bizarre
Parus dans la revue Bizarre :
- « Louis de Neufgermain, poète hétéroclite », dans Bizarre, n°IV, 1956, p. 58-63 ;
- « Un hétéroclite hétérogène : Pierquin de Grembloux » dans Bizarre, n°IV, 1956, p. 136-146 ;
- « Annonce du n°VIII consacré à la machine », dans Bizarre, n°V, 1956, p. 12 ;
- « Le miroir des âmes », dans Bizarre, n°V, 1956, p. 30-34 ;
- « Vers une littérature illettrée », dans Bizarre, n°32-33, 1964, p. 2-39 ;
- « Écriture de l’esquimau Neck » dans Bizarre, n°32-33, 1964, p. 53 ;
- « Les Jargons » dans Bizarre, n°32-33, 1964, p. 110-118 ;
- « Les Vies parallèles de Boris Vian », dans Bizarre, n°39-40, 1966, p. 2-184. Réédité par Christian Bourgois en 1981.

#### L'Étoile-Absinthe
- « De Messaline au tzar de toutes les Russies », l'Étoile-Absinthe, n° 1-2, mai 1979, p. 53-65[17];
- « Le président nous téléphone », l'Étoile-Absinthe, n° 3, octobre 1979, p. 3 ;
- « Dans ce numéro » et « Sérusier juge la peinture du XIXe siècle », l'Étoile-Absinthe, n° 9-12, 1981, p. 9-10 et 73-75[17].

#### Divers
- Un texte sans titre de Noël Arnaud introduit le premier numéro de la revue The Situationnist Times, publication dirigée par Noël Arnaud et Jacqueline de Jong[3] ;
- « Jacques Bens », « Pataphysique », « Julien Torma », « Tristan Tzara » et « Boris Vian » dans Encyclopædia Universalis[18] ;
- « Les champs d'épandage de la littérature », dans Noël Arnaud, Francis Lacassin et Jean Tortel (dir.), Entretiens sur la paralittérature, Paris, Librairie Plon, 1970 ;
- « Une année quelconque », dans temps mêlés, n°150+1, printemps 1978 ;
- « Politique et polémique dans les romans de Raymond Queneau », dans Queneau aujourd'hui (actes du colloque « Raymond Queneau », université de Limoges, mars 1984), Clancier-Guénaud, 1985, p. 113-157 ;
- « Ragueneau-Blavier, le patisseur de l'Oulipo », dans Pierre Ziegelmeyer (dir.), Plein chant, n°22-23, 1985, « Les très riches heures d'André Blavier », p. 83-109 ;
- « Du sérieux et du non-sérieux à la sextessence », dans Cahier du comique et de la communication, n°3, Grenoble, 1985 ;
- « Ubu pataphysicien, la ’Pataphysique et son collège », dans Ubu, cent ans de règne, Paris, Musée-galerie de la Seita, 1989, p. 69-82 ;
- « Encyclopédie et encyclopédisme chez Rabelais et chez Queneau », dans Raymond Queneau encyclopédiste ?, Actes du 2e colloque Raymond Queneau, université de Limoges, décembre 1987, Éditions du Limon, 1990, p. 85-107.

### Autres
Noël Arnaud participa à la collection La Bibliothèque Oulipienne :
- il signe les préfaces du volume 1 (Éditions Ramsay) et du volume 3 (Éditions Seghers) ;
- n°12, Souvenirs d'un Vieil Oulipien[19] ;
- n°42, Le dernier compte-rendu,(inédit)[20] ;
- n°63, Gérard Genette et l’OULIPO.

Catalogue d’exposition :
- Noël Arnaud, Jean-François Chabrun et René Passeron, Max Bucaille, Paris, Le Messager boiteux, 1950, 12 p. Exposition de collages de Max Bucaille à la galerie Rive gauche du 25 mai au 15 juin 1950.

Catalogue d’une exposition consacrée à Noël Arnaud :
- Prises de terre. Potlatch pour Noël Arnaud, Toulouse, Espace d’art moderne et contemporain, 1997, 75 p.

### Posthume

#### Poésie
- Patrick Fréchet (dir.), Noël Arnaud, poésie presque complète, préface de Jacques Jouet, ill. Jacques Carelman, Bassac, Plein Chant, coll. « La tête reposée », 2006, 320 p.

#### Entretiens
- C’est tout ce que j’ai à dire pour l’instant, entretiens avec Anne Clancier, Saint-André-de-Najac, Patrick Fréchet éditeur, 2004, 147 p.

#### Correspondance
- Patrick Fréchet (dir.), La Rencontre avec Maurice Blanchard, suivi de Nos respects à Maurice Blanchard et autres textes, et de la Correspondance croisée Noël Arnaud-Maurice, Paris, Patrick Fréchet éditeur, Les Autodidactes, 2005, 134 p.
- Patrick Fréchet (dir.), Correspondance incomplète, 1951-1996, François Caradec & Noël Arnaud, Tusson, du Lérot éditeur, 2015, 456 p.

#### Anthologie
- Avec Patrick Fréchet, Kouic. Anthologie des charabias, galimatias et turlupinades, avec des collages d’André Stas, Paris, Éditions du Sandre, 2021, 352 p.

## Film
- L'Ami fantastique, trois journées avec Noël Arnaud, film réalisé par Gilles Brenta et Dominique Lolhé, Éditions Les trois petits cochons, 2002, 82 min.